# Madonna dell'Archetto

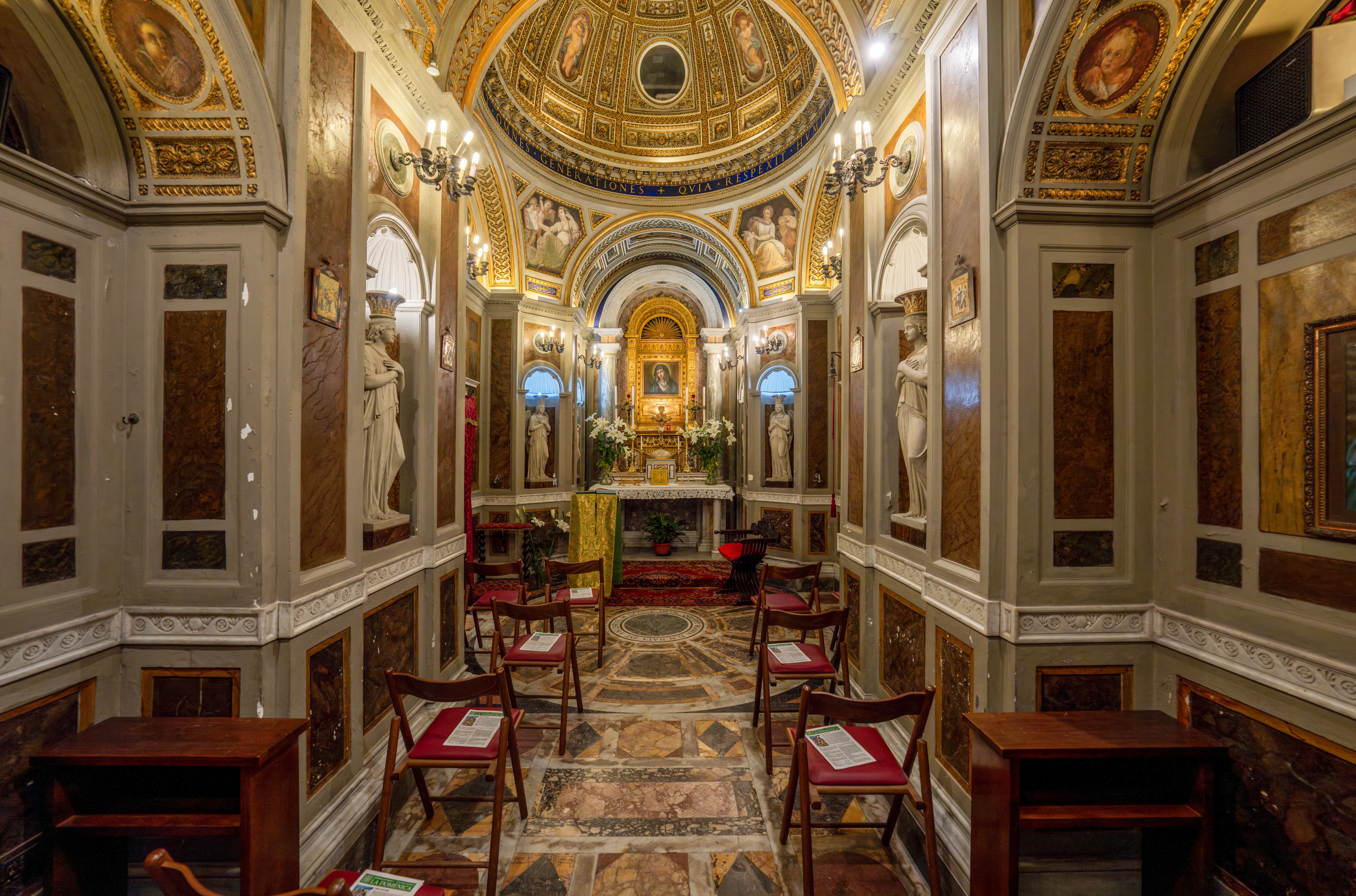
Het interieur.

Het kerkje Madonna dell'Archetto, officieel genaamd de kerk van Santa Maria Causa Nostrae Laetitiae (Heilige Maria, oorzaak onzer blijdschap), is de kleinste van de ruim 80 kerken in Rome die aan Maria zijn gewijd, en is wellicht ook de kleinste kerk van heel die stad. Ze is te bereiken via een smal steegje aan de Via di San Marcello 41B in Rome.
Ze is genoemd naar een Mariaschilderij (olieverf op steen) uit 1690 van de hand van de Bolognese schilder Domenico Muratori. Dit werk hing oorspronkelijk in openlucht onder een boog die twee palazzi verbond, vandaar dat het genoemd werd "Madonna dell'Archetto" (Onze-Lieve-Vrouw van de boog). 
In 1796 zou de afgebeelde Maria haar ogen hebben bewogen en zelfs geweend hebben, wat door de Kerk als wonder werd erkend. Naar aanleiding daarvan werd in 1850-1851 door de Romeinse architect Virginio Vespignani dit kerkje gebouwd in het steegje tussen de twee palazzi. Het kerkje is opgetrokken in neo-renaissancestijl; ondanks zijn beperkte omvang biedt het harmonieuze architecturale verhoudingen en een rijke decoratie.
Apsis, schip en dwarsbeuk zijn van zeer bescheiden afmetingen, maar dragen op de viering een - naar verhouding - groots aandoende koepel. Deze is bekleed met houtsnijwerk en gedecoreerd door de Grieks-Italiaanse schilder Costantino Brumidi. Hiervoor wendde hij de weinig gebruikte encausto-techniek aan, waarbij de kleurstoffen worden opgelost in gesmolten bijenwas. In de nissen van het schip staan gipsen beelden opgesteld van engelen in de vorm van een kariatide.

## Fotogalerij

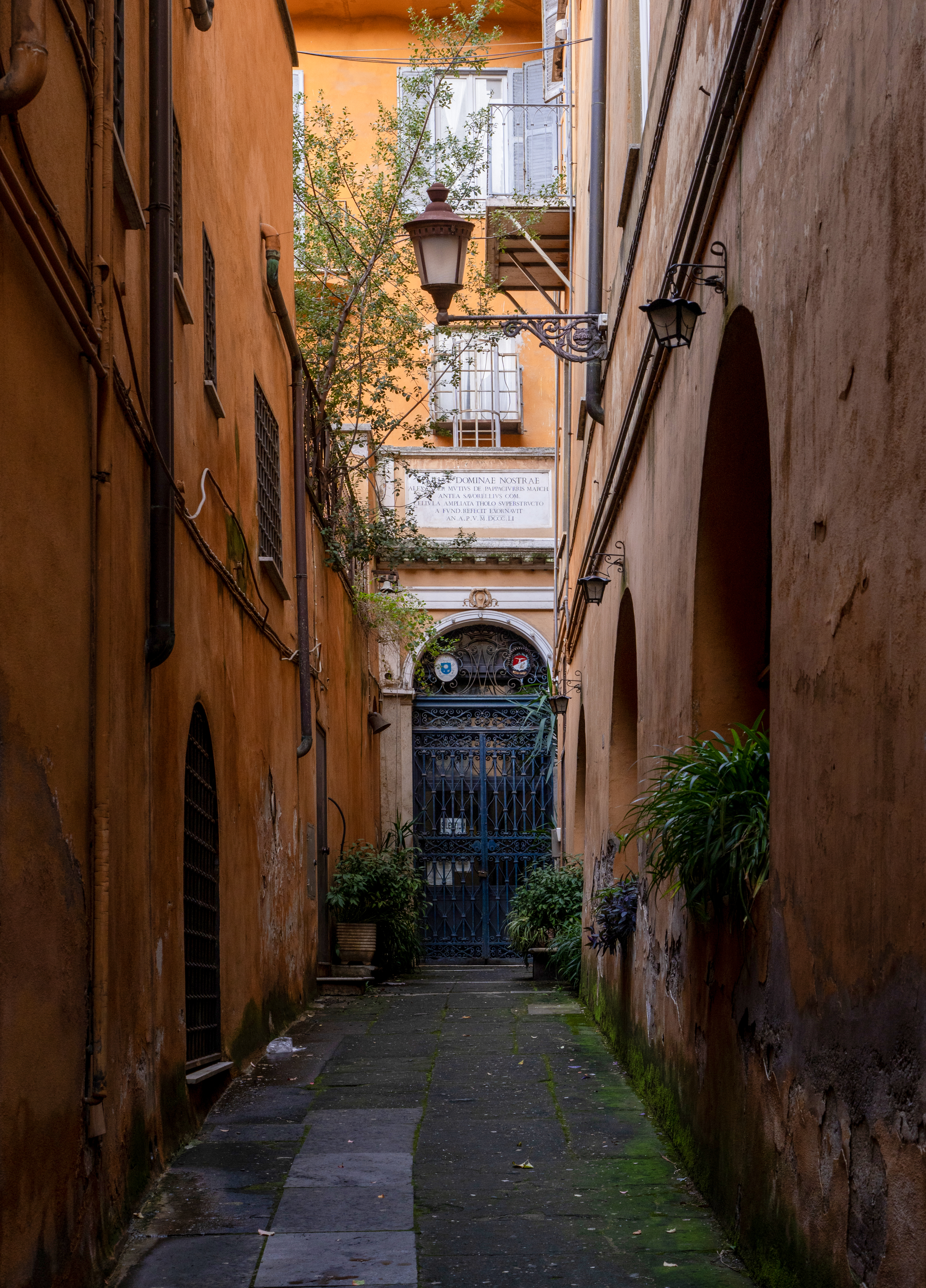
De bescheiden ingangsdeur.
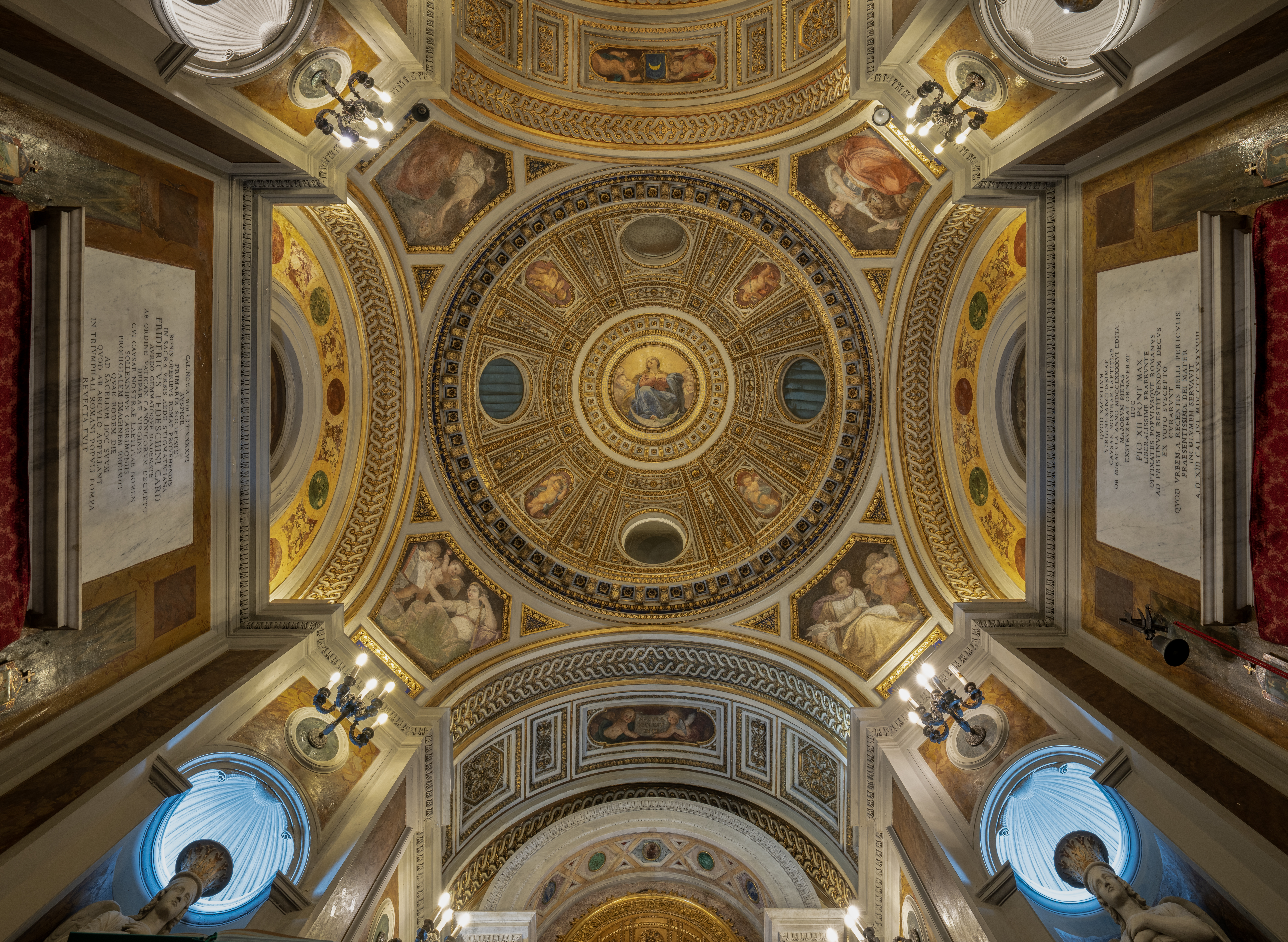
De koepel.
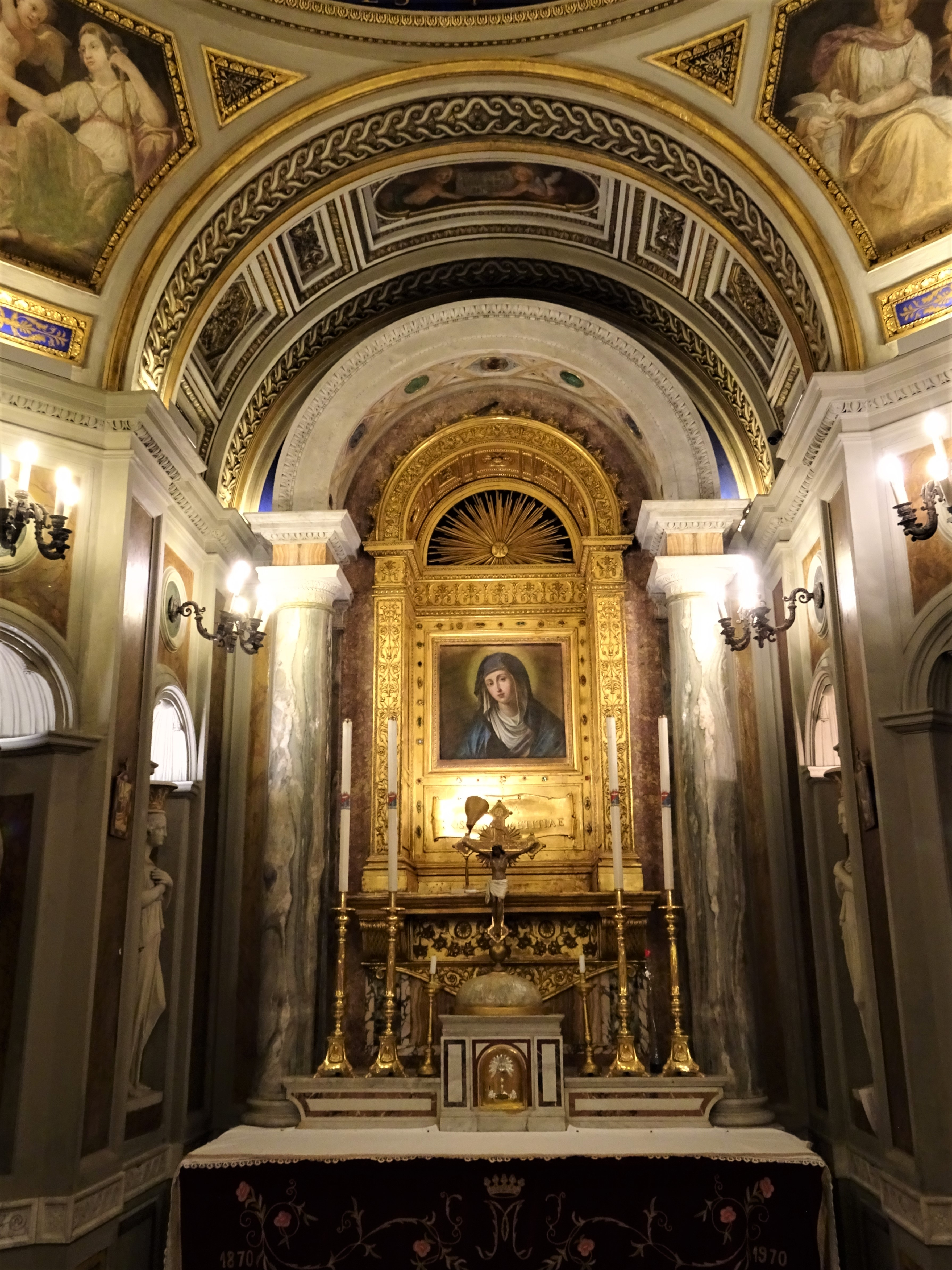
Het altaar en het schilderij van Domenico Muratori .